# Hit Mania Champions 2006
Hit Mania Champions 2006 è una compilation di artisti vari facente parte della serie Hit Mania.
La compilation è mixata dal dj Mauro Miclini.

## Tracce
1. Stylophonic – Baby beat box
2. Supermode – Tell me why
3. Deep Dish – Dreams (feat. Stevie Nicks)
4. Squat 84 – Good stuff
5. Bob Sinclar – World, Hold On (Children of the Sky) (feat. Steve Edwards)
6. Origin all – Move on
7. Armin van Buuren – Who is watching (feat. Nadia Ali)
8. Switch – A bit patchy
9. Beats and Styles – Invitation to the dancefloor
10. Kmc – Soul on fire
11. Hard-Fi – Cash machine
12. Avin Degraw – Chariot
13. Skye – Love show
14. Katie Melua – Nine million bicycles
15. Simone Cristicchi – Che bella gente
16. Sandy Müller – Nao tenho pressa
17. Mariangela – M'ama o m'amera
18. Zero assoluto – Svegliarsi la mattina
19. Lee Ryan – Turn your car around
20. The Egg – Walking away
21. James Blunt – Goodbye my lover
22. Mish Mash – Speechless (feat. Lois)